# Skogsskräppa
Skogsskräppa (Rumex sanguineus) är en växtart i familjen slideväxter. 

## Kännetecken
Skogsskräppa är flerårig och upp till en meter hög. Stjälken är rödaktig. Den blommar i juni - juli. 